# Departamento de Iruya
Departamento de Iruya är en kommun i Argentina.   Den ligger i provinsen Salta, i den norra delen av landet, 1 500 km norr om huvudstaden Buenos Aires. Antalet invånare är 6 370. Arean är 3 515 kvadratkilometer.
Terrängen i Departamento de Iruya är mycket bergig.
I omgivningarna runt Departamento de Iruya växer i huvudsak lövfällande lövskog. Trakten runt Departamento de Iruya är nära nog obefolkad, med mindre än två invånare per kvadratkilometer.